# Johann Andreas Eisenmenger
Johann Andreas Eisenmenger, född 1654 i Mannheim, död 1704, var en tysk orientalist och teolog. Han var professor i österländska språk i Heidelberg.
Eisenmenger gav bland annat ut ett stort, mot judendomen riktat, verk Das entdeckte judenthum, som var i det närmaste färdigtryckt, då kejsaren förbjöd dess utgivning. Först 1711 tilläts, genom ett nytt kejserligt reskript, bokens offentliggörande (det på titelbladet utsatta tryckåret är emellertid 1700). Enligt Nordisk familjebok (1907) är verket "i hög grad fanatiskt samt vimlar af misstag och förvrängningar". Det låg till grund för August Rohlings arbete Der Talmudjude.
Eisenmenger utvecklade tidigt en antijudisk hållning, som senare vann terräng hos nazisterna som även namngav en gata i östra Berlin efter honom: Eisenmengerweg. Detta belastade namn ströks 1951 av DDR-myndigheterna, som döpte om gatan till Majakowskiweg. År 1994 döptes gatan om till Rudolf-Ditzen-Weg.